# Епізоди телесеріалу «Комісар Рекс» (другий сезон)
| №  | Оригінальна назва         | Українська назва          | Дата показу       |
| -- | ------------------------- | ------------------------- | ----------------- |
| 1  | Stumme Schreie            | Німі крики                | 19 жовтня 1995    |
| 2  | Blutspuren                | Криваві сліди             | 27 жовтня 1995    |
| 3  | Ein mörderischer Sommer   | Убивче літо               | 2 листопада 1995  |
| 4  | Tödliche Verführung       | Смертельна спокуса        | 9 листопада 1995  |
| 5  | Der maskierte Tod         | Смерть у масці            | 16 листопада 1995 |
| 6  | Die blinde Zeugin         | Сліпий свідок             | 23 листопада 1995 |
| 7  | Gefährliche Jagd          | Небезпечне полювання      | 30 листопада 1995 |
| 8  | Tod eines Kindes          | Смерть дитини             | 7 грудня 1995     |
| 9  | Im Zeichen des Satans     | Знак Сатани               | 14 грудня 1995    |
| 10 | Duft des Todes            | Смертельний аромат        | 21 грудня 1995    |
| 11 | Entführt                  | Викрадення                | 28 грудня 1995    |
| 12 | Tödliche Dosis            | Смертельна доза           | 11 січня 1996     |
| 13 | Drei Sekunden bis zum Tod | Три секунди до смерті     | 25 січня 1996     |
| 14 | Über den Dächern von Wien | Над дахами Відня          | 15 лютого 1996    |
| 15 | Stockis letzter Fall      | Остання справа Штокінґера | 22 лютого 1996    |

## Німі крики
Компанія молодих дівчат загубилася на карнавалі. Після їх повернення виявилося, що дівчата піддалися сексуальному насильству. Батько однієї з тих, хто вижив, переконав Мозера триматися подалі від його дочки. Але Мозер, наполігши на своєму, залишив Рекса поруч в лікарні з потерпілою, а сам вирушив на пошуки маніяка, щоб запобігти черговий злочин.

## Криваві сліди
Мозер нарешті заселяється в новий будинок, оскільки в його квартирі не було місця для Рекса. Йому доручено розслідувати вбивство чоловіка, знайденого на залізничних шляхах і, очевидно, задавленого потягом. Тим не менш, доктор Граф переконує Мозера, що чоловік був убитий до того, як потрапив під потяг.

## Убивче літо
На березі річки знайдено тіла двох молодих людей. Щоб розкрити справу, Мозер вирішує «ловити на живця». Разом зі своєю колегою Елізабет Бем вони вдають з себе закохану пару, яка приїхала відпочити на річку. Рекс ховається в кущах, щоб у разі небезпеки допомогти господарю впіймати вбивцю. Проте час йде, а вбивця не з'являється. Мозер починає сумніватися, що їм коли-небудь вдасться його знайти.

## Смертельна спокуса
У номері готелю знайдений труп чоловіка. Поліція з'ясовує, що за кілька днів до вбивства той віддав у проявку плівку, на якій зображені інші чоловіки. Мозер дізнається, що вбитий був гомосексуалом, і задається питанням: чи пов'язане вбивство з сексуальною орієнтацією жертви чи справа у тих фотографіях, які він зробив?

## Смерть у масці
У салоні краси вбивають жінку — просто в кабінці. Інша відвідувачка бачила як з кабінки виходила клієнтка, але описати точно не може: всі відвідувачки салону в однакових халатах, на головах рушник, на обличчях товстий шар крему. Подруга убитої, фрау Вільке, стверджує, що у Ренати — так звали вбиту — не було ворогів.

## Сліпий свідок
У готелі дівчина-телефоністка чує постріл. Вбивця хоче прибрати свідка, не знаючи про те, що дівчина сліпа. Розслідуючи справу, Мозер змушений покинути місто. Він залишає Рекса захищати дівчину.

## Небезпечне полювання
Два хлопця замислюють пограбування. Один з них — Еріх Фукс — раніше навчався з Мозером в поліцейській академії. Пограбування вдається — вони нападають на інкасаторів, в перестрілці одного з нападників вбивають, інкасатори поранені, а Еріх втікає з грошима. Мозеру належить зайнятися цією справою і зустрітися з Еріхом один на один.

## Знак Сатани
Чотирьох жінок знаходять мертвими, з перерізаним горлом, на відстані 666 метрів одна від одної. Мозер підозрює, що вбивства вчинені сектантами і скоро їм знадобиться наступна жертва. Він починає вивчати магічний культ, храм якого знаходиться неподалік від місця вбивства.

## Смертельний аромат
Єдиний ключ до розгадки вбивства жінки — виразний запах в її квартирі. Мозер просить свою колегу Елізабет Бем допомогти йому вистежити вбивцю.

## Викрадення
Літній чоловік був викрадений, а його дружина отримала суворі вказівки від злочинців не зв'язуватися з поліцією. Мозер розслідує смерть іншого чоловіка і випадково дізнається про викрадення.

## Смертельна доза
Доктор Хауснер вмирає від інфаркту: хтось вколов йому отруту, якої не витримало серце. Його коханка заявляє, що це справа рук його дружини, але дружина звинувачує її саму. Мозер підозрює, що бігль, якого доктор оглядав останнім, може допомогти йому в розслідуванні.

## Три секунди до смерті
На ринку знаходять труп Герхарда Макса, незабаром вбивають шофера Вернера Гределя. Тепер невідомі переслідують його дружину, Ірину. Поліція знаходить машину убитого чоловіка Ірини — в ній перевозили зброю та вибухівку. Саме це шукають бандити, погрожуючи підірвати кафе Ірини. Засмучена жінка розповідає Мозеру, що її чоловік перевозив контрабандну зброю і вибухівку для російської мафії за те, що їй допомогли виїхати з країни.

## Остання справа Штокінґера
Непримітний чоловік на ім'я Еван Хаас, озброївшись бритвою, перерізає горло судді просто у будівлі суду. Суддя займалася шлюборозлучним процесом, розділом майна і подібними справами. Через деякий час в підземному гаражі в своєму авто убита лікар, таким же способом. Група Мозера, підключивши до справи Макса Коха, береться за розслідування.